# Indian Wells Open 2018 - Qualificazioni singolare femminile
Le qualificazioni del singolare femminile dell'Indian Wells Open 2018 sono state un torneo di tennis preliminare per accedere alla fase finale della manifestazione. Le vincitrici dell'ultimo turno sono entrate di diritto nel tabellone principale. In caso di ritiro di una o più giocatrici aventi diritto a queste sono subentrate le lucky loser, ossia le giocatrici che hanno perso nell'ultimo turno ma che avevano una classifica più alta rispetto alle altre partecipanti che avevano comunque perso nel turno finale.

## Teste di serie
1. Kateryna Kozlova (primo turno)
2. Hsieh Su-wei (qualificata)
3. Monica Niculescu (qualificata)
4. Johanna Larsson (ultimo turno)
5. Madison Brengle (qualificata)
6. Lara Arruabarrena (qualificata)
7. Kateryna Bondarenko (primo turno)
8. Francesca Schiavone (primo turno)
9. Pauline Parmentier (spostata nel tabellone principale)
10. Duan Yingying (qualificata)
11. Taylor Townsend (qualificata)
12. Ajla Tomljanović (ultimo turno)

1. Jana Čepelová (ultimo turno)
2. Kurumi Nara (qualificata)
3. Sachia Vickery (qualificata)
4. Bernarda Pera (ultimo turno)
5. Sofia Kenin (qualificata)
6. Andrea Petković (ultimo turno)
7. Sara Sorribes Tormo (qualificata)
8. Richèl Hogenkamp (ultimo turno)
9. Alison Riske (primo turno)
10. Kristie Ahn (ultimo turno)
11. Evgeniya Rodina (primo turno)
12. Viktorija Golubic (primo turno)

## Qualificate
1. Sachia Vickery
2. Hsieh Su-wei
3. Monica Niculescu
4. Kurumi Nara
5. Madison Brengle
6. Lara Arruabarrena

1. Sofia Kenin
2. Yanina Wickmayer
3. Vera Zvonarëva
4. Duan Yingying
5. Taylor Townsend
6. Sara Sorribes Tormo

## Tabellone

### Legenda
| - Q = Qualificato - WC = Wild card - LL = Lucky loser | - ALT = Alternate - SE = Special Exempt - PR = Protected Ranking | - w/o = Walkover - r = Ritirato - d = Squalificato |

### Sezione 1
|  | Primo turno | Primo turno      | Primo turno      | Primo turno | Primo turno |  |  | Ultimo turno | Ultimo turno   | Ultimo turno   | Ultimo turno | Ultimo turno |  |
|  |             |                  |                  |             |             |  |  |              |                |                |              |              |  |
|  | 1           | Kateryna Kozlova | Kateryna Kozlova | 4           | 1           |  |  |              |                |                |              |              |  |
|  | WC          | Ashley Kratzer   | Ashley Kratzer   | 6           | 6           |  |  | WC           | Ashley Kratzer | Ashley Kratzer | 5            | 1            |  |
|  |             | Rebecca Peterson | Rebecca Peterson | 3           | 0r          |  |  | 15           | Sachia Vickery | Sachia Vickery | 7            | 6            |  |
|  | 15          | Sachia Vickery   | Sachia Vickery   | 6           | 4           |  |  |              |                |                |              |              |  |

### Sezione 2
|  | Primo turno | Primo turno        | Primo turno        | Primo turno | Primo turno |  |  | Ultimo turno | Ultimo turno       | Ultimo turno       | Ultimo turno | Ultimo turno |  |
|  |             |                    |                    |             |             |  |  |              |                    |                    |              |              |  |
|  | 2           | Hsieh Su-wei       | Hsieh Su-wei       | 6           | 6           |  |  |              |                    |                    |              |              |  |
|  |             | Risa Ozaki         | Risa Ozaki         | 4           | 3           |  |  | 2            | Hsieh Su-wei       | Hsieh Su-wei       | 7            | 6            |  |
|  |             | Barbora Krejčíková | Barbora Krejčíková | 7           | 6           |  |  |              | Barbora Krejčíková | Barbora Krejčíková | 5            | 1            |  |
|  | 21          | Alison Riske       | Alison Riske       | 5           | 4           |  |  |              |                    |                    |              |              |  |

### Sezione 3
|  | Primo turno | Primo turno      | Primo turno      | Primo turno | Primo turno |  |  | Ultimo turno | Ultimo turno     | Ultimo turno     | Ultimo turno | Ultimo turno |  |
|  |             |                  |                  |             |             |  |  |              |                  |                  |              |              |  |
|  | 3           | Monica Niculescu | Monica Niculescu | 6           | 6           |  |  |              |                  |                  |              |              |  |
|  | WC          | Ann Li           | Ann Li           | 3           | 0           |  |  | 3            | Monica Niculescu | Monica Niculescu | 6            | 6            |  |
|  | WC          | Roberta Vinci    | Roberta Vinci    | 7           | 6           |  |  | WC           | Roberta Vinci    | Roberta Vinci    | 0            | 4            |  |
|  | 23          | Evgeniya Rodina  | Evgeniya Rodina  | 5           | 3           |  |  |              |                  |                  |              |              |  |

### Sezione 4
|  | Primo turno | Primo turno     | Primo turno     | Primo turno | Primo turno |  |  | Ultimo turno | Ultimo turno    | Ultimo turno    | Ultimo turno | Ultimo turno |  |
|  |             |                 |                 |             |             |  |  |              |                 |                 |              |              |  |
|  | 4           | Johanna Larsson | Johanna Larsson | 6           | 6           |  |  |              |                 |                 |              |              |  |
|  |             | Arina Rodionova | Arina Rodionova | 3           | 3           |  |  | 4            | Johanna Larsson | Johanna Larsson | 4            | 63           |  |
|  |             | Wang Yafan      | Wang Yafan      | 4           | 2           |  |  | 14           | Kurumi Nara     | Kurumi Nara     | 6            | 7            |  |
|  | 14          | Kurumi Nara     | Kurumi Nara     | 6           | 6           |  |  |              |                 |                 |              |              |  |

### Sezione 5
|  | Primo turno | Primo turno      | Primo turno      | Primo turno | Primo turno |  |  | Ultimo turno | Ultimo turno     | Ultimo turno     | Ultimo turno | Ultimo turno |  |
|  |             |                  |                  |             |             |  |  |              |                  |                  |              |              |  |
|  | 5           | Madison Brengle  | Madison Brengle  | 6           | 6           |  |  |              |                  |                  |              |              |  |
|  |             | Arantxa Rus      | Arantxa Rus      | 3           | 3           |  |  | 5            | Madison Brengle  | Madison Brengle  | 6            | 6            |  |
|  |             | Françoise Abanda | Françoise Abanda | 3           | 3           |  |  | 20           | Richèl Hogenkamp | Richèl Hogenkamp | 3            | 1            |  |
|  | 20          | Richèl Hogenkamp | Richèl Hogenkamp | 6           | 6           |  |  |              |                  |                  |              |              |  |

### Sezione 6
|  | Primo turno | Primo turno       | Primo turno | Primo turno | Primo turno |  |  | Ultimo turno | Ultimo turno      | Ultimo turno      | Ultimo turno | Ultimo turno |  |
|  |             |                   |             |             |             |  |  |              |                   |                   |              |              |  |
|  | 6           | Lara Arruabarrena | 6           | 2           | 6           |  |  |              |                   |                   |              |              |  |
|  |             | Ons Jabeur        | 2           | 6           | 4           |  |  | 6            | Lara Arruabarrena | Lara Arruabarrena | 7            | 6            |  |
|  |             | Carol Zhao        | 6           | 62          | 2           |  |  | 22           | Kristie Ahn       | Kristie Ahn       | 5            | 3            |  |
|  | 22          | Kristie Ahn       | 4           | 7           | 6           |  |  |              |                   |                   |              |              |  |

### Sezione 7
|  | Primo turno | Primo turno         | Primo turno         | Primo turno | Primo turno |  |  | Ultimo turno | Ultimo turno | Ultimo turno | Ultimo turno | Ultimo turno |  |
|  |             |                     |                     |             |             |  |  |              |              |              |              |              |  |
|  | 7           | Kateryna Bondarenko | Kateryna Bondarenko | 0           | 3           |  |  |              |              |              |              |              |  |
|  |             | Vera Lapko          | Vera Lapko          | 6           | 6           |  |  |              | Vera Lapko   | 4            | 6            | 1            |  |
|  |             | Sabine Lisicki      | Sabine Lisicki      | 5           | 2           |  |  | 17           | Sofia Kenin  | 6            | 3            | 6            |  |
|  | 17          | Sofia Kenin         | Sofia Kenin         | 7           | 6           |  |  |              |              |              |              |              |  |

### Sezione 8
|  | Primo turno | Primo turno         | Primo turno       | Primo turno | Primo turno |  |  | Ultimo turno | Ultimo turno     | Ultimo turno     | Ultimo turno | Ultimo turno |  |
|  |             |                     |                   |             |             |  |  |              |                  |                  |              |              |  |
|  | 8           | Francesca Schiavone | 7                 | 5           | 1           |  |  |              |                  |                  |              |              |  |
|  |             | Jil Teichmann       | 5                 | 7           | 6           |  |  |              | Jil Teichmann    | Jil Teichmann    | 4            | 1            |  |
|  |             | Yanina Wickmayer    | Yanina Wickmayer  | 6           | 7           |  |  |              | Yanina Wickmayer | Yanina Wickmayer | 6            | 6            |  |
|  | 24          | Viktorija Golubic   | Viktorija Golubic | 3           | 5           |  |  |              |                  |                  |              |              |  |

### Sezione 9
|  | Primo turno | Primo turno    | Primo turno    | Primo turno | Primo turno |  |  | Ultimo turno | Ultimo turno   | Ultimo turno | Ultimo turno | Ultimo turno |  |
|  |             |                |                |             |             |  |  |              |                |              |              |              |  |
|  | Alt         | Vera Zvonarëva | Vera Zvonarëva | 6           | 6           |  |  |              |                |              |              |              |  |
|  | WC          | Victoria Duval | Victoria Duval | 2           | 1           |  |  | Alt          | Vera Zvonarëva | 5            | 6            | 6            |  |
|  |             | Jana Fett      | Jana Fett      | 3           | 4           |  |  | 16           | Bernarda Pera  | 7            | 3            | 4            |  |
|  | 16          | Bernarda Pera  | Bernarda Pera  | 6           | 6           |  |  |              |                |              |              |              |  |

### Sezione 10
|  | Primo turno | Primo turno     | Primo turno     | Primo turno | Primo turno |  |  | Ultimo turno | Ultimo turno  | Ultimo turno  | Ultimo turno | Ultimo turno |  |
|  |             |                 |                 |             |             |  |  |              |               |               |              |              |  |
|  | 10          | Duan Yingying   | Duan Yingying   | 6           | 6           |  |  |              |               |               |              |              |  |
|  |             | Kristína Kučová | Kristína Kučová | 4           | 3           |  |  | 10           | Duan Yingying | Duan Yingying | 6            | 6            |  |
|  | WC          | Louisa Chirico  | Louisa Chirico  | 0           | 3           |  |  | 13           | Jana Čepelová | Jana Čepelová | 1            | 3            |  |
|  | 13          | Jana Čepelová   | Jana Čepelová   | 6           | 6           |  |  |              |               |               |              |              |  |

### Sezione 11
|  | Primo turno | Primo turno     | Primo turno     | Primo turno | Primo turno |  |  | Ultimo turno | Ultimo turno    | Ultimo turno    | Ultimo turno | Ultimo turno |  |
|  |             |                 |                 |             |             |  |  |              |                 |                 |              |              |  |
|  | 11          | Taylor Townsend | Taylor Townsend | 6           | 7           |  |  |              |                 |                 |              |              |  |
|  |             | Naomi Broady    | Naomi Broady    | 2           | 64          |  |  | 11           | Taylor Townsend | Taylor Townsend | 6            | 6            |  |
|  |             | Nicole Gibbs    | 6               | 2           | 0           |  |  | 18           | Andrea Petković | Andrea Petković | 3            | 2            |  |
|  | 18          | Andrea Petković | 1               | 6           | 6           |  |  |              |                 |                 |              |              |  |

### Sezione 12
|  | Primo turno | Primo turno          | Primo turno          | Primo turno | Primo turno |  |  | Ultimo turno | Ultimo turno        | Ultimo turno        | Ultimo turno | Ultimo turno |  |
|  |             |                      |                      |             |             |  |  |              |                     |                     |              |              |  |
|  | 12          | Ajla Tomljanović     | Ajla Tomljanović     | 6           | 6           |  |  |              |                     |                     |              |              |  |
|  |             | Mariana Duque Mariño | Mariana Duque Mariño | 3           | 0           |  |  | 12           | Ajla Tomljanović    | Ajla Tomljanović    | 4            | 2            |  |
|  | WC          | Allie Kiick          | 2                    | 6           | 4           |  |  | 19           | Sara Sorribes Tormo | Sara Sorribes Tormo | 6            | 6            |  |
|  | 19          | Sara Sorribes Tormo  | 6                    | 4           | 6           |  |  |              |                     |                     |              |              |  |